# Thomas Sanderson, 1. Baron Sanderson

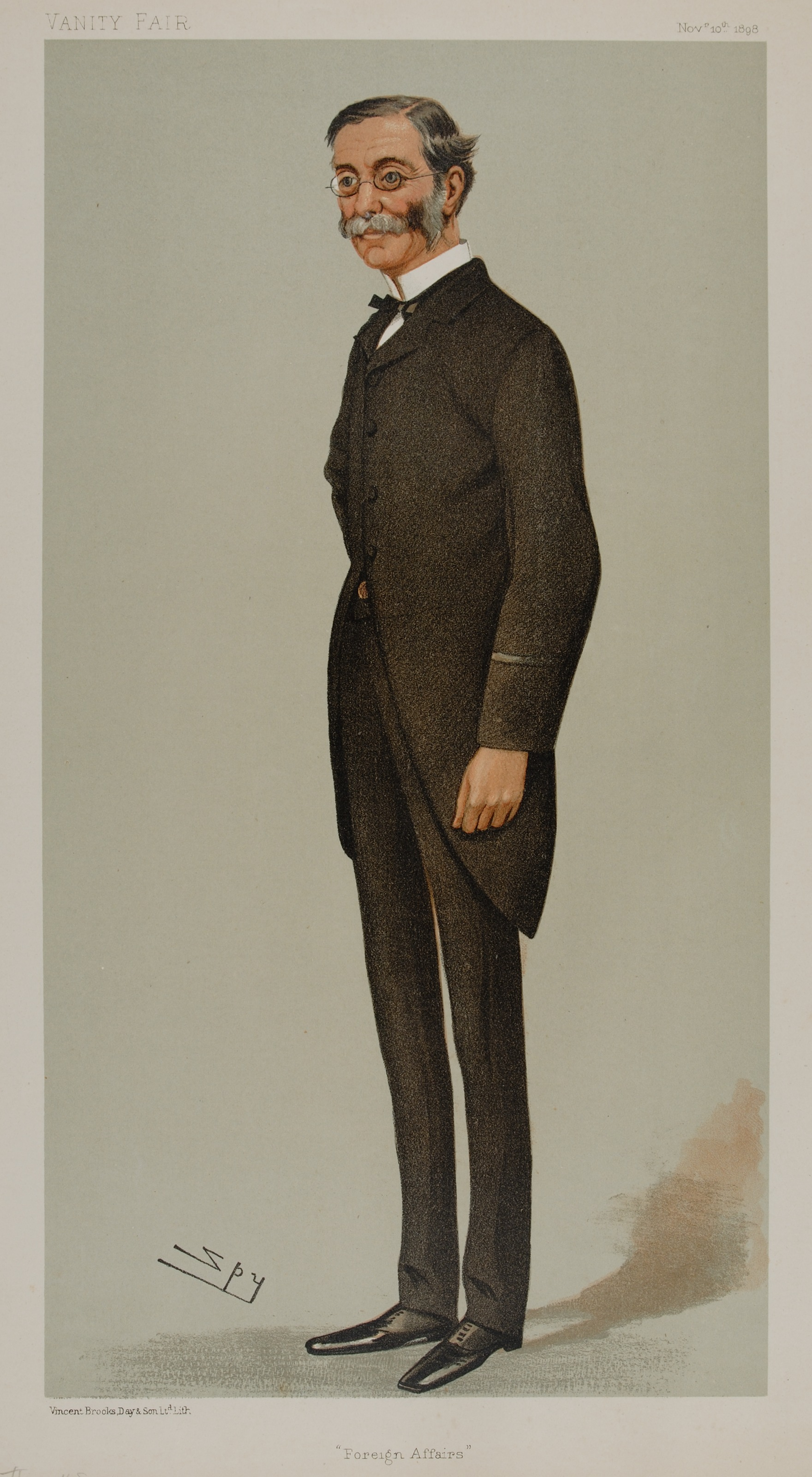
Sir Thomas Henry Sanderson (Karikatur von Leslie Ward in der Zeitschrift Vanity Fair vom 10. November 1898).

Thomas Henry Sanderson, 1. Baron Sanderson, GCB, KCMG, ISO (* 11. Januar 1841 in Gunton Park, Norfolk, England; † 21. März 1923 in Wimpole Street, London) war ein britischer Diplomat und Politiker. Er war unter anderem zwischen 1894 und 1906 als Ständiger Unterstaatssekretär im Außenministerium und ab 1905 Mitglied des House of Lords.

## Leben
Thomas Henry Sanderson war ein Sohn des Politikers Richard Sanderson (1784–1857), der zwischen 1829 und 1830 sowie erneut von 1832 bis 1847 Abgeordneter im House of Commons war, aus dessen Ehe mit Charlotte Matilda Manners-Sutton († 1898), einer Tochter des Politikers Charles Manners-Sutton, 1. Viscount Canterbury (1780–1845), der von 1817 bis 1835 Sprecher des House of Commons war. Zu seinen insgesamt sieben Geschwistern gehörte unter anderem der Diplomat Sir Percy Sanderson (1842–1919), der zwischen 1894 und 1907 Generalkonsul in New York City war.
Er selbst trat nach dem Besuch des Eton College 1859 als Angestellter (Junior Clerk) ins britische Außenministerium (Foreign Office) ein und war 1866 kurzzeitig Privatsekretär eines Unterstaatssekretärs im Außenministerium. Daraufhin war er zwischen 1866 und 1868 erstmals Erster Privatsekretär (Principal Private Secretary) von Außenminister (Secretary for Foreign Affairs) Edward Stanley und bekleidete dieses Amt von 1874 bis 1878 bei Edward Stanley, dem nunmehrigen 15. Earl of Derby. Für seine Verdienste wurde er 1880 als Companion des Order of the Bath (CB) ausgezeichnet und war zwischen 1880 und 1885 noch einmal Erster Privatsekretär von Außenminister Edward Stanley, 15. Earl of Derby. Im Anschluss war er von 1885 bis 1889 Leiter der Ost-Abteilung des Außenministeriums (Head of Eastern Department) und trug damit die Verantwortung für die Beziehungen zu Russland, den Balkanstaaten, dem Osmanischen Reich, Persien, Ägypten, Abessinien und Zentralasien.
Am 18. August 1887 wurde er für seine Verdienste als Knight Commander des Order of St Michael and St George (KCB) geadelt, so dass er fortan das Prädikat „Sir“ führte. 1889 übernahm er von Sir Philip Currie das Amt als Assistierender Unterstaatssekretär im Außenministerium (Assistant Under-Secretary of State, Foreign Affairs) und hatte dieses bis 1894 inne, woraufhin Sir H. Percy Anderson ihn ablöste. Im Rahmen der New Year Honours wurde er am 29. Dezember 1893 auch zum Knight Commander des Order of the Bath (KCB) erhoben.
Zuletzt wurde Sir Thomas Sanderson 1894 abermals Nachfolger von Sir Philip Currie, und zwar dieses Mal als Ständiger Unterstaatssekretär im Außenministerium (Permanent Under-Secretary for Foreign Affairs). Er war damit der ranghöchste Beamte des Außenministeriums und bekleidete dieses Amt zwölf Jahre lang bis zu seiner Ablösung durch Sir Charles Hardinge 1906. Am 16. November 1900 wurde er zum Knight Grand Cross des Order of the Bath (GCB) erhoben. 1902 wurde er ferner als einer der ersten Beamten mit dem Imperial Service Order (ISO) ausgezeichnet.
Am 20. Dezember 1905 wurde Sir Thomas Sanderson als 1. Baron Sanderson, of Armthorpe in the County of York, zum erblichen Peer erhoben, wodurch er auf Lebenszeit Mitglied des House of Lords war. Da er unverheiratet und ohne männlichen Nachkommen war, erlosch dieser Adelstitel mit seinem Tod im März 1923.

## Veröffentlichung
- Emigration from India to the crown colonies and protectorates. Eyre and Spottiswoode Ltd, London 1910.

## Hintergrundliteratur
- J. R. Vincent: Disraeli, Derby and the Conservative Party. Journals and Memoirs of Edward Henry, Lord Stanley, 1849–1869. Harvester Pass, Hassocks 1978, S. 338.